# Milenci z Ain Sakhri
Milenci z Ain Sakhri je soška milujícího se páru, nalezená v jeskyních Ain Sakhri poblíž Betléma. Její stáří se odhaduje na 11 000 let, jde tak o nejstarší známé vizuální zobrazení soulože.
Byla vytvořena lidmi natufijské kultury, kteří žili ve Středomoří. Kromě jiného jako první lidé domestikovali psy, ovce a kozy a šlechtili dobytek. Poměrně vyspělé zemědělství nepochybně také přispělo k rozvoji jejich kultury a umělecké produkce.
Soška je vyrobená z jednoho kusu vápence. Přestože na sošce nejsou vyznačeny detaily, např. tváře, je po výtvarné stránce poměrně vyspělá. Britský výtvarník Marc Quinn k sošce poznamenává, že z různých úhlů pohledu se celek může jevit jako penis, jako ňadra nebo jako celý milující se pár.
Soška byla identifikována v roce 1933 francouzským konzulem René Neuvillem při prohlížení náhodných nálezů v místním muzeu. Při pozdějším zjišťování jejího původu zjistil, že byla nalezena v jeskyni, která lidem natufijské kultury sloužila jako dočasný obytný prostor při lovech na gazely. V současné době je umístěna v Britském muzeu, které ji koupilo v roce 1958.